# 니시이바라키군

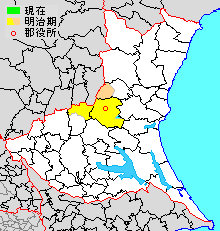
이바라키현 니시이바라키군의 범위

니시이바라키군(西茨城郡)은 일본 이바라키현에 있던 군이다.

## 군역
1878년 행정 구역으로 발족 당시의 군역은 아래 구역에 해당한다.
- 가사마시의 대부분
- 사쿠라가와시의 일부
- 히가시이바라키군 시로사토정의 일부

## 역사
원래는 이바라키군이었으나, 1878년에 히가시이바라키군과 니시이바라키군으로 분할되어 발족했다.
- 1878년 12월 2일 - 군구정촌 편제법이 이바라키현에서 시행되면서, 이바라키군 중 1정 104촌의 구역에 행정 구역으로서의 니시이바라키군이 발족.

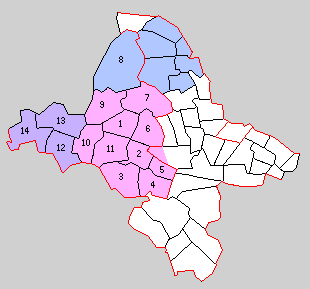
1.가시마정 2.시시도정 3.이와마촌 4.미나미카와네촌 5.기타카와네촌 6.오하라촌 7.오이케다촌 8.나나카이촌 9.기타야마우치촌 10.니시야마우치촌 11.미나미야마우치촌 12.히가시나카촌 13.기타나카촌 14.니시나카촌 (분홍:가사마시 보라:사쿠라가와시 파랑:히가시이바라키군 시로사토정)

- 1889년 4월 1일 - 정촌제 시행으로, 아래의 정촌이 발족. 따로 적은 경우 외에는 현 가사마시.(2정 12촌)
  - 가시마정(笠間町)
  - 시시도정(宍戸町)
  - 이와마촌(岩間村)
  - 미나미카와네촌(南川根村)
  - 기타카와네촌(北川根村)
  - 오하라촌(大原村)
  - 오이케다촌(大池田村)
  - 나나카이촌(七会村): 현 히가시이바라키군 시로사토정
  - 기타야마우치촌(北山内村)
  - 니시야마우치촌(西山内村)
  - 미나미야마우치촌(南山内村)
  - 히가시나카촌(東那珂村): 현 사쿠라가와시
  - 기타나카촌(北那珂村): 현 사쿠라가와시
  - 니시나카촌(西那珂村): 현 사쿠라가와시
- 1923년 3월 1일 - 이와마촌이 정제 시행으로 이와마정(岩間町)이 됨.(3정 11촌)
- 1925년 1월 1일 - 니시나카촌이 정제 시행과 개칭으로 이와세정(岩瀬町)이 됨.(4정 10촌)
- 1954년
  - 8월 15일 - 니시야마우치촌이 정제 시행 및 당일 개칭으로 이나다정(稲田町)이 됨.(5정 9촌)
  - 11월 23일 - 이와마정·미나미카와네촌이 합병하여, 새로이 이와마정이 발족.(5정 8촌)
- 1955년
  - 1월 15일 - 시시도정·오하라촌·기타카와네촌이 합병하여, 도모베정(友部町)이 발족.(5정 6촌)
  - 2월 11일 - 가시마정·오이케다촌·기타야마우치촌·미나미야마우치촌이 합병하여, 새로이 가시마정이 발족.(5정 3촌)
  - 3월 31일(5정 1촌)
    - 도모베정이 히가시이바라키군 고이부치촌의 일부를 편입.
    - 이와세정·기타나카촌·히가시나카촌이 합병하여, 새로이 이와세정이 발족.
- 1958년
  - 2월 15일 - 이나다정이 가시마정에 편입.(4정 1촌)
  - 8월 1일 - 가시마정이 시제 시행으로 가사마시(笠間市)가 되어, 군에서 이탈.(3정 1촌)
- 2005년
  - 2월 1일 - 나나카이촌이 히가시이바라키군 조호쿠정·가쓰라촌과 합병하여 히가시이바라키군 시로사토정이 발족.(3정)
  - 10월 1일 - 이와세정이 마카베군 마카베정·야마토촌과 합병하여 사쿠라가와시(桜川市)가 발족, 군에서 이탈.(2정)
- 2006년 3월 19일 - 이와마정·도모베정이 가사마시와 합병하여, 새로이 가사마시가 발족. 이날 니시이바라키군은 폐지됨.

## 참고 문헌
- 《가도카와 일본 지명 대사전》 편집위원회, 편집. (1983년 12월 1일). 《가도카와 일본 지명 대사전》. 8 이바라키현. 가도카와 쇼텐. ISBN 4040010809.

## 같이 보기
- 이바라키군
- 히가시이바라키군